# 江迎本陣跡

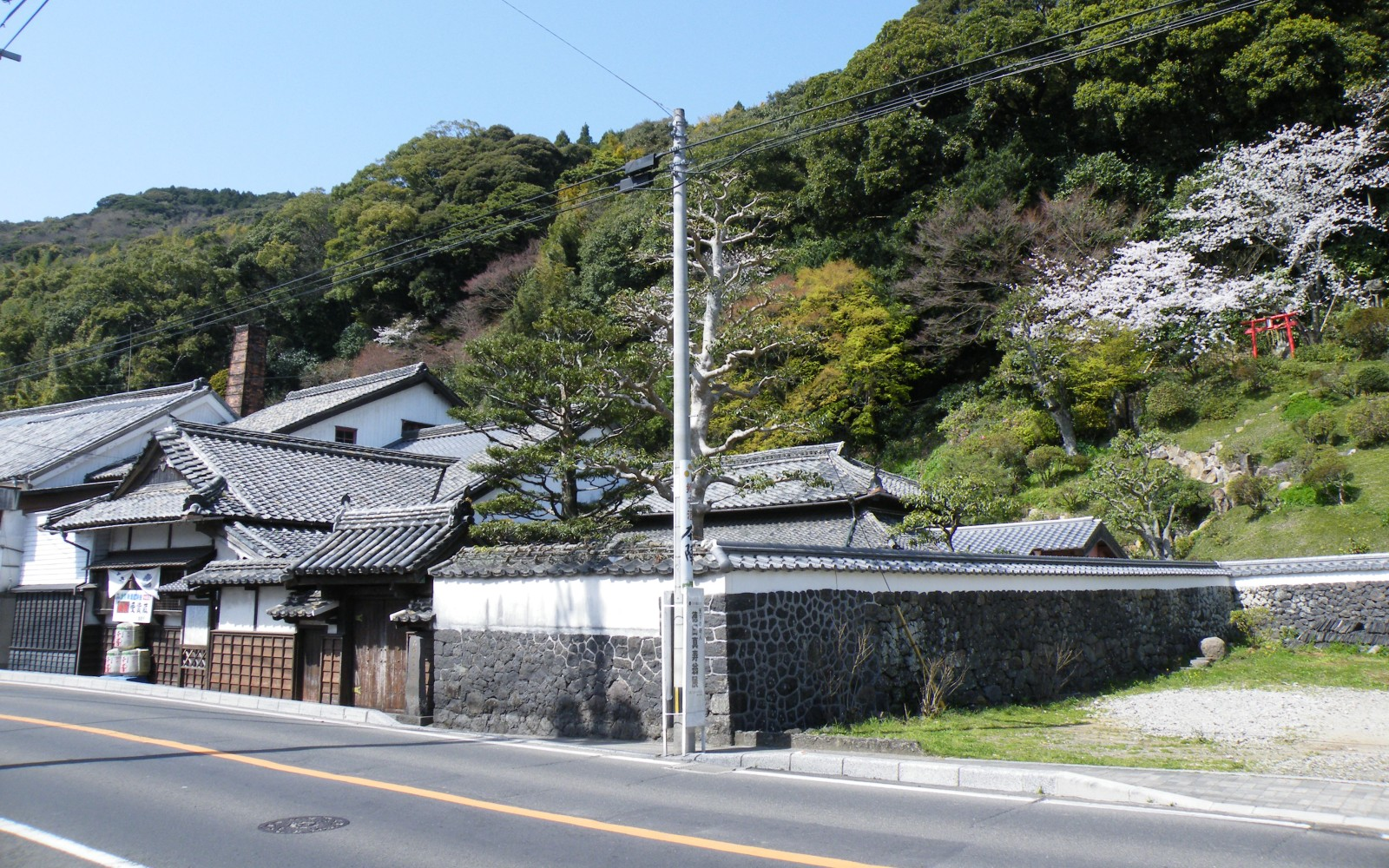
江迎本陣跡（2010年3月）

江迎本陣跡（えむかえほんじんあと）は、長崎県佐世保市江迎町長坂（旧肥前国松浦郡、長崎県北松浦郡）にある平戸往還江迎宿の本陣跡である。長崎県指定史跡。

## 概要
平戸往還は、江戸時代初めの寛永年間から平戸藩により整備が進められ、1656年（明暦2年）には宿駅制度が設けられていた。江迎本陣跡を現在も所有する山下家（潜龍酒造経営）が酒造業を始めたのは1688年（元禄元年）と記録されており、この頃から山下家が本陣として機能していたとみられるが、正確な記録はない。
江迎本陣に関する記録文書は、平戸藩第9代藩主松浦清（静山）の代の1781年（天明元年）からある。本陣跡のうち、重臣控えの間等はこの時期の改築と推定されている。清が記した「静山日記」のほか、2001年（平成13年）に山下家で発見された覚書に、清とその子の松浦熈（観中）が参勤交代や長崎防備のための往来に際し、たびたび本陣に休泊していたことが記されている。
現在の本陣建造物のうち、藩主が滞在する御成りの間を含む部分と庭は、熈の意向により1830年（天保元年）より全面的に改築されたものであり、1832年（天保3年）に熈が新装後初めて本陣に休泊した際に、自らの居室である御成りの間が庭の池に張り出して建てられていることから「枕水舎」（ちんすいしゃ）と命名している。また、この際に庭内に水琴窟が造られたものとみられるが、正確な記録はない。水琴窟は1983年（昭和58年）に存在が確認された。
明治に入り、廃藩置県で平戸藩が消滅して、本陣としての役目は終えたが、現在まで建物・庭始め本陣の形態をよく残し、藩主休泊に用いる備品類も多くそのまま残されている。
1998年（平成10年）2月18日、山下家もと蔵と共に県史跡に指定された。
2006年（平成18年）6月の台風で裏山が崩落し、庭園が損壊したが、2008年（平成20年）には修復されている。

## アクセス
- 松浦鉄道江迎鹿町駅下車、徒歩約10分。
- 西肥バス江迎バスセンター下車。
- 国道204号沿い。